# الجيئتين (السياني)

تعديل مصدري - تعديل

الجيئتين محلة تابعة لقرية النجاد، التابعة لعزلة هدفان بمديرية السياني إحدى مديريات محافظة إب في الجمهورية اليمنية، بلغ تعداد سكانها 211 حسب تعداد اليمن لعام 2004.